# Hypersexualisation
Ne doit pas être confondu avec Hypersexualité.

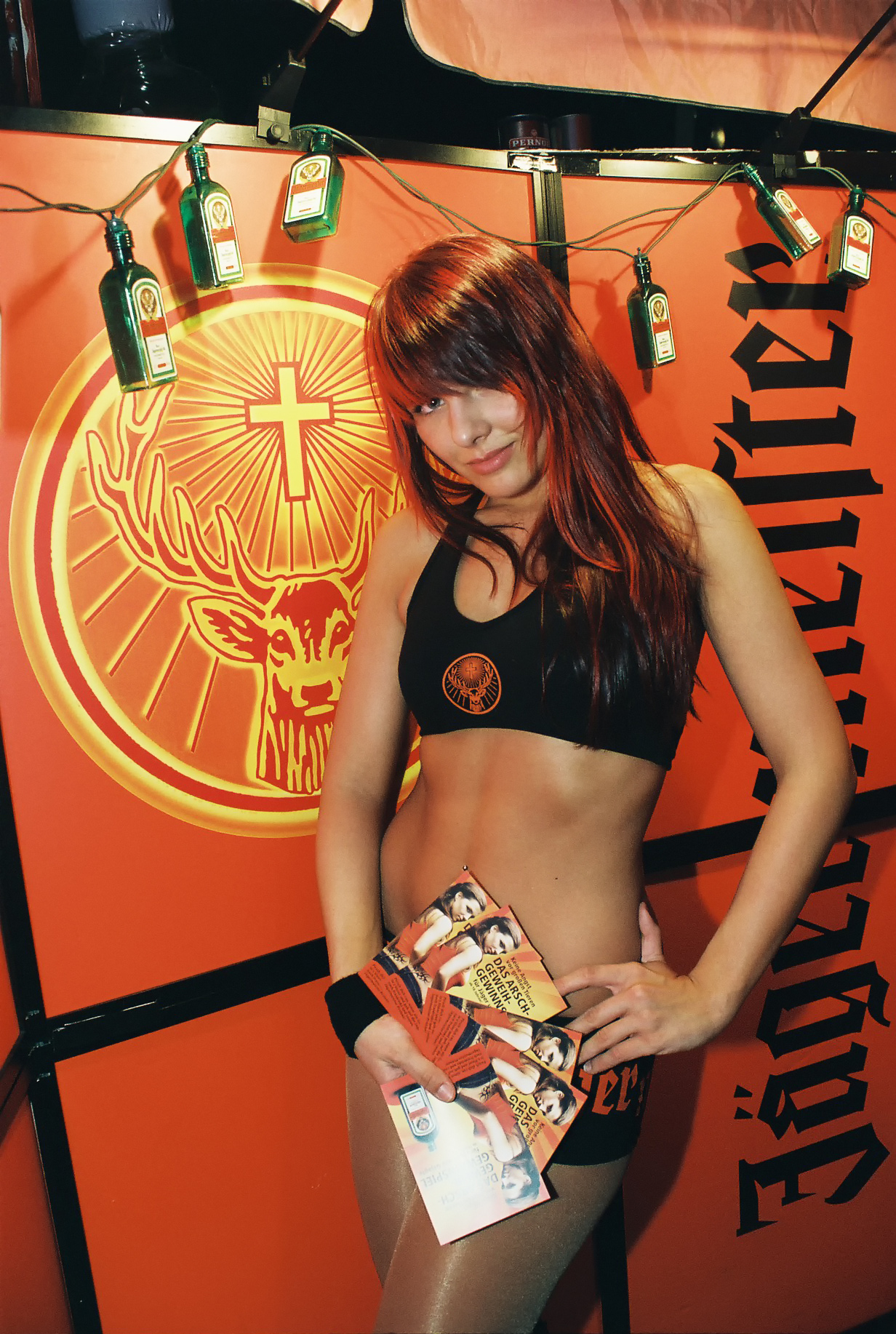
Miss Ass Antler photographiée en 2006 à la discothèque Awerk à Eberswalde.

L’hypersexualisation, ou la sexualisation précoce, est un terme employé par des spécialistes en psychologie de l'enfant, sexologie ou sociologie, pour désigner la tendance observée depuis la révolution sexuelle des années 1960, à une commercialisation et médiatisation de la sexualité qui affecte le développement des enfants et adolescents.

## Chez les enfants et les adolescents
L'hypersexualisation est présente surtout dans les sociétés occidentales. Jocelyne Robert, sexologue, résume l'hypersexualisation en la qualifiant de « représentation de l’enfant comme une sorte d’adulte sexuel miniature ».
Le phénomène est mis en lien avec l'hypermédiatisation de conduites sexuelles dans l'habillement surtout mais aussi dans l'industrie du spectacle, les médias ou encore l'accès à la pornographie facilitée par internet. Les comportements sexuels sont alors banalisés et influencent la formation de l'identité des jeunes.

## Dans les médias

### Les publicités
Les bases documentaires informatiques en constante évolution laissent place à leur utilisation pour des objectifs publicitaires. La publicité se développe avec le temps sur les réseaux technologiques tels que les pages web, les réseaux sociaux, les applications, etc. Sa visée n’est pas d’informer au sens clair, mais plus de convaincre et modifier les comportements des gens. C’est ainsi que la publicité influence une population cible. 
Le phénomène d’hypersexualisation est entre autres caractérisé par un nombre montant de références à la sexualité dans les espaces publics, en parlant des médias et des publicités. La sexualité, d’un point de vue biologique, correspond au phénomène menant à la reproduction. L'’hypersexualisation expose à un public large les comportements à caractères sexuels, des comportements qui sont posés dans l’éventuel but la reproduction. Cette exposition dans les médias et les publicités vient encourager la sexualité, car la publicité se sert des médias pour influencer une population. L’objectif publicitaire dans cette visée est de type économique. Les publicités contenant des caractères sexuels prennent différentes formes et permettent ainsi d'attirer le consommateur.

### Ampleur du phénomène
Pour le Réseau québécois d’action pour la santé des femmes (RQASF), l’origine de l’hypersexualisation ne se situe pas en la jeune fille elle-même. Bien au contraire, les adolescentes seraient tout à fait impuissantes devant la voix des médias, sans cesse axée sur le sexe et la commercialisation de celui-ci. Lydya Assayag, directrice du RQASF, précise que cette consommation sexuelle précoce est provoquée par les médias : « Ce qu'il est important de comprendre est que ce phénomène découle directement d'intérêts commerciaux qui visent tout simplement la vente de produits et de services ».
La présence de l'hypersexualisation dans les médias découlerait du fait que les années de révolution sexuelle, vers 1960, se sont accompagnées d'une visibilité accrue des contenus à caractère sexuellement explicite dans les médias qui a eu pour conséquences une « commercialisation indue de la sexualité dans les médias ». Avec la création et large diffusion de l'internet s'est développée la cyberpornographie qui donne une grande accessibilité aux informations et représentations graphiques de la sexualité à des âges où ces images sont légalement interdites. « Les influences sont nombreuses, de la mode vestimentaire aux contenus médiatiques en passant par la musique, les vidéoclips et la pornographie facilement accessibles sur le net ».
Les jeunes cherchent des modèles à imiter pour développer progressivement leur identité. Or, les modèles présentés dans l'industrie du spectacle, en particulier la chanson, présentent souvent des contenus sexuels explicites : chorégraphie, vêtements, paroles des chansons, comportements érotiques sont très fréquents. Le sociologue Richard Poulin (Université d'Ottawa, Canada) avance que jusqu'à 14 000 références sexuelles par année seraient présentées à la télévision, en Occident.

### Réactions des adultes encadrants
L'hypersexualisation est un phénomène complexe dans lequel plusieurs facteurs entrent en jeu. Un de ces facteurs est également le contrôle exercé par les parents et les encadrants. Certains d'entre eux ne parviennent pas à imposer des limites aux jeunes qu'ils encadrent. Cela peut être dû à la peur d'être critiqués.

## Conséquences observées
Un rapport de l'Association américaine de psychologie a analysé 350 études portant sur les problèmes de sexualisation précoce. Les études indiquent des problèmes sur « le rapport au corps, l'estime de soi, la banalisation de la violence sexuelle et même des troubles alimentaires. ». Pour certains jeunes, la limite entre un comportement acceptable et un comportement abusif devient floue ce qui les expose à l'exploitation et l'abus sexuels.

### Conséquences sur les filles
Certains sociologues affirment que ce phénomène prouve l’échec du mouvement féministe. Les filles, notamment les nymphettes qui imitent ces comportements sexuels, par leurs vêtements, danses, la consommation de pornographie, la pratique de relations sexuelles, sont beaucoup plus mal jugées que les jeunes hommes du même âge qui auraient les mêmes pratiques. « quand les paroles des chansons ne rabaissent pas les femmes à des esclaves sexuelles, comme dans la chanson de Britney Spears I'm a Slave 4 U (album Britney, 2001), elles sont centrées sur un besoin, présenté comme vital, de connaître l'amour ou, du moins, d’être en relation avec un garçon ».

### Confusion entre sphère privée et publique
Dans une étude sur des jeunes âgés de 12 à 17 ans, la sexologue Francine Duquet observe une exposition précoce à la consommation sexuelle, bien que ces images soient interdites par la loi chez les mineurs. Les conséquences sont multiples. L'une d'elles est une certaine confusion quant aux limites de l'intimité, et de la vie privée, qui avec l'internet et les caméras, rend publique les scènes de la vie privée,. Pour un adulte il est plus facile de faire la distinction du vrai ou du faux et de se fixer des objectifs réalistes, alors que pour les enfants et adolescents, l’hypersexualisation dans les médias correspondrait à un idéal, un but à atteindre.

## Solutions

### Éducation sexuelle
L'éducation sexuelle des jeunes peut minimiser les conséquences néfastes de l'exposition intensive aux messages sexuels. Cette éducation doit dans ce cas prendre en considération la question des rôles sexuels, des stéréotypes sexuels associés aux hommes ou femmes, et leur impact sur les relations garçons-filles ; alerter sur les messages troubles véhiculés par la pornographie ; alerter sur les pressions exercées sur leur comportement ; leur expliquer les outils technologiques ou comportements protégeant leur vie intime ; aborder les questions de désir, plaisir et amour, apprendre à identifier ses émotions et à les évaluer, et apprendre à s'affirmer.

## Le lien entre l'hypersexualisation et les mouvements féministes
Lorsque les femmes défendent le mouvement féministe en exposant leur corps presque nu sur les espaces publics, ça peut engendrer une gêne chez les jeunes adolescentes qui sont encore en processus de développement. Il semblerait qu’il n’y ait pas d’équilibre entre cacher le corps féminin parce qu’il est sexualisé et l’exposer pour qu'il ne soit plus sexualisé.